# Sam Tevi
Samiuela Tevi (Euless, 15 novembre 1994) è un giocatore di football americano statunitense che milita nel ruolo di offensive tackle per gli Indianapolis Colts della National Football League (NFL).

## Carriera

### Los Angeles Chargers
Tevi al college giocò a football all'Università dello Utah dal 2013 al 2016 disputando 48 partite. Fu scelto dai Los Angeles Chargers nel corso del sesto giro (190º assoluto) del Draft NFL 2017. Debuttò come professionista subentrando nella gara del terzo turno contro i Kansas City Chiefs. Nella sua stagione da rookie disputò 14 partite, di cui una come titolare al posto dell'infortunato Russell Okung.

### Indianapolis Colts
Il 24 marzo 2021, Tevi firmò un contratto di un anno con gli Indianapolis Colts.